# 資産除去債務
資産除去債務（しさんじょきょさいむ、英:asset retirement obligation、ARO）とは、有形固定資産の取得、建設、開発又は通常の使用によって生じ、当該有形固定資産の除去に関して法令又は契約で要求される法律上の義務及びそれに準ずるものをいう。この場合の法律上の義務及びそれに準ずるものには、有形固定資産を除去する義務のほか、有形固定資産の除去そのものは義務でなくとも、有形固定資産を除去する際に当該有形固定資産に使用されている有害物質等を法律等の要求による特別な方法で除去するという義務も含まれる。
なお、有形固定資産の「除去」とは、有形固定資産を用役提供から除外することをいう。（一時的に除外する場合を除く）。除去の具体的な態様としては、売却、廃棄、リサイクルその他の方法による処分等が含まれるが、転用や用途変更は含まれない。また、当該有形固定資産が遊休状態になる場合は除去に該当しない。

## 会計処理

### 資産除去債務の負債計上
資産除去債務は、有形固定資産の取得、建設、開発又は通常の使用によって発生した時に負債として計上する。
（資産除去債務を合理的に見積ることができない場合）
資産除去債務の発生時に当該債務の金額を合理的に見積ることができない場合には、これを計上せず、当該債務額を合理的に見積ることができるようになった時点で負債として計上する。

### 資産除去債務の算定
資産除去債務はそれが発生した時に、有形固定資産の除去に要する割引前の将来キャッシュ・フローを見積もり（割引価値）で算定する。
1. 割引前の将来キャッシュ・フローは、合理的で説明可能な仮定及び予測に基づく自己の支出見積もりによる。その見積金額は、生起する可能性の最も高い単一の金額又は生起し得る複数のキャッシュ・フローをそれぞれの発生確率で加重平均した金額とする。将来キャッシュ・フローには、有形固定資産の除去に係る作業のために直接要する支出のほか、処分に至るまでの支出（例えば、保管や管理のための支出）も含める。
2. 割引率は、貨幣の時間価値を反映した無リスクの税引前の利率とする。

### 資産除去債務に対応する除去費用の資産計上と費用配分
資産除去債務に対応する除去費用は、資産除去債務を負債として計上した時に、当該負債の計上額と同額を、関連する有形固定資産の帳簿価額に加える。資産計上された資産除去債務に対応する除去費用は、減価償却を通じて、当該有形固定資産の残存耐用年数にわたり、各期に費用配分する。
（資産除去債務が使用の都度発生する場合の費用配分の方法）
資産除去債務が有形固定資産の稼動等に従って、使用の都度発生する場合には、資産除去債務に対応する除去費用を各期においてそれぞれ計上し、関連する有形固定資産の残存耐用年数にわたり、各期に費用配分する。なお、この場合には、上記の処理費用のほか、除去費用をいったん資産に計上し、当該計上時期と同一の期間に、資産計上額と同一の金額を費用処理することもできる。
（時の経過による資産除去債務の調整額の処理）
時の経過による資産除去債務の調整額は、その発生時の費用として処理する。当該調整額は、期首の負債の帳簿価額に当初負債計上時の割引率を乗じて算定する。

### 資産除去債務の見積りの変更
（割引前将来キャッシュ・フローの見積の変更）
割引前の将来キャッシュ・フローに重要な見積もりの変更が生じた場合の当該見積りの変更による調整額は、資産除去債務の帳簿価額及び関連する有形固定資産の帳簿価額に加減して処理する。資産除去債務が法令の改正等により新たに発生した場合も、見積もりの変更と同様に取り扱う。
(割引前将来キャッシュ・フローの見積もり変更による調整額に適用する割引率)
割引前の将来キャッシュ・フローに重要な見積りの変更が生じ、当該キャッシュ・フローが増加する場合、その時点の割引率を適用する。これに対し、当該キャッシュ・フローが減少する場合には、負債計上時の割引率を適用する。なお、過去に割引前の将来キャッシュ・フローの見積りが増加した場合で、減少部分に適用すべき割引率を特定できないときは、加重平均した割引率を適用する。

## 開示
（貸借対照表上の表示）
資産除去債務は、貸借対照表日後１年以内にその履行が見込まれる場合を除き、固定負債の区分に資産除去債務等の適切な科目名で表示する。貸借対照表日後１年以内に資産除去債務の履行が見込まれる場合には、流動負債の区分に表示する。
（損益計算書上の表示）
- 資産計上された資産除去債務に対応する除去費用に係る費用配分額は、損益計算書上、当該資産除去債務に関連する有形固定資産の減価償却費と同じ区分に含めて計上する。
- 時の経過による資産除去債務の調整額は、損益計算書上、当該資産除去債務に関連する有形固定資産の減価償却費と同じ区分に含めて計上する。
- 資産除去債務の履行時に認識される資産除去債務残高と資産除去債務の決済のために実際に支払われた額との差額は、損益計算書上、原則として、当該固定資産除去債務に対応する除去費用に係る費用配分額と同じ区分に含めて計上する。

（注記事項）資産除去債務の会計処理に関連して、重要性が乏しい場合を除き、次の事項を注記する。
1. 資産除去債務の内容についての簡潔な説明
2. 支出発生までの見込み期間、適用した割引率等の前提条件
3. 資産除去債務の総額の期中における増減内容
4. 資産除去債務の見積もりを変更した時は、その変更の概要及び影響額
5. 資産除去債務は、発生しているが、その債務を合理的に見積ることができないため、貸借対照表に資産除去債務を計上していない場合には、当該資産除去債務の概要、合理的に見積ることができない旨及びその理由。